# Xenesthis immanis
Xenesthis immanis é uma espécie de aranha pertencente à família Theraphosidae (tarântulas). Xenesthis immanis é, portanto, o nome dado a uma tarântula, muito encontrada nas regiões florestais da Colômbia, pertence à classe dos artrópodes com apêndices articulados, tal como o escorpião. É migalomorfa (caranguejeira), comedora de pássaros.

## Tamanho
possui um tamanho aproximado de 6–7 cm